# Gagyvendégi
Gagyvendégi é um município da Hungria, situado no condado de Borsod-Abaúj-Zemplén. Tem 12,32 km² de área e sua população em 2015 foi estimada em 215 habitantes.